# Wilk (U-Boot)
ORP Wilk war ein U-Boot der polnischen Marine. Die Wilk (poln.: „Wolf“) wurde zwischen 1927 und 1931 von der Werft Chantiers Augustine Normand in Le Havre gebaut und war das Typschiff der gleichnamigen Wilk-Klasse. Die Konstruktion basierte auf der Pierre Chailey-Klasse der französischen Marine.
Der Wilk gelang 1939 als erstem von zwei polnischen U-Booten der Durchbruch durch die deutsche Blockade nach Großbritannien.

## Einsatz

### Vorkrieg
Am 23. November 1931 lief das neugebaute U-Boot im Verband mit dem Kanonenboot General Haller und dem Schwesterboot Ryś in den Hafen von Gdingen ein. Der erste Kommandant des Bootes war kapitan marynarki Aleksander Mohuczy. Am 1. Mai 1932 erhielt das Boot seine Kennung „W“, die auf den Namen Wilk zurückzuführen ist. Im August desselben Jahres fuhr das Boot gemeinsam mit anderen Einheiten zu einem Flottenbesuch nach Stockholm. Im April 1933 wurde das Boot leichteren Reparaturen unterzogen, im Mai 1935 überholt und in einigen Details modifiziert. Im Juni 1936 besuchte das Boot gemeinsam mit seinen beiden Schwesterbooten Reval. Am 1. Juli 1937 wurde die Kennung wieder entfernt.

### Zweiter Weltkrieg
Die Mobilmachung Polens erfolgte am 24. August 1939. Wilk wurde in Kampfbereitschaft versetzt und mit 10 Torpedos, 22 Seeminen und 114 Granaten für das Deckgeschütz munitioniert. Zu Kriegsbeginn am 1. September 1939 liefen alle fünf polnischen U-Boote aus, um im Rahmen des Worek-Planes vor der polnischen Küste zu patrouillieren. Das befohlene Operationsgebiet lag östlich der Weichsel-Mündung in der Danziger Bucht. Aufgrund des aus polnischer Sicht extrem ungünstigen Kräfteverhältnisses bestanden aber nur geringe Aussichten auf einen erfolgreichen Kampfeinsatz.
Am 2. September hatte das Boot seinen ersten Feindkontakt, als in 1.400 m Entfernung zwei deutsche Minenleger und ein Zerstörer gesichtet wurden. Der Angriff misslang, da die Wilk entdeckt und ihrerseits attackiert wurde. Sie wurde mit Wasserbomben angegriffen und konnte sich erst in der Nacht absetzen.
Am folgenden Tag konnte die Wilk 20 Seeminen legen, obwohl sie zwischenzeitlich erneut angegriffen wurde. Es gilt als wahrscheinlich, dass am 7. Dezember 1939 das deutsche Fischerboot MFK Pil 55 bei Position 54° 37′ 5″ N, 19° 47′ 0″ O auf eine dieser Minen lief und sank.
Am Abend des 3. September traf Wilk auf das polnische U-Boot Orzeł. Der Kommandant der Wilk, Boguslaw Krawczyk, diskutierte längere Zeit mit dem Kommandanten der Orzeł, Henryk Kłoczkowski. Krawczyk und Kłoczkowski waren seit Jahren befreundet. Nach diesem Gespräch verhielt sich Kłoczkowski „pessimistisch und seltsam“, wie der Erste Offizier der Orzeł, Jan Grudziński, später aussagte. Kłoczkowski traf nach dem Gespräch unverständliche Entscheidungen, für die er sich später vor einem Kriegsgericht verantworten musste.
Am folgenden Tag wurde die Wilk dreimal mit Wasserbomben angegriffen, erlitt aber nur geringe Schäden. Am 5. September musste das U-Boot auf 85 m Tiefe gehen, um erneuten deutschen Angriffen zu entkommen.
Am 10. September erbat Boguslaw Krawczyk beim Kommando in Hel die Erlaubnis, die Basis anzulaufen. Aufgrund der aussichtslosen Lage gegen die extrem überlegene deutsche Kriegsmarine entschied das Marinekommando, dass die Wilk entweder nach Großbritannien oder in das neutrale Schweden laufen sollte.
Der Kommandant beschloss daraufhin, die Ostsee zu verlassen und nach Großbritannien durchzubrechen. Das Boot lief nach Norden und fuhr entlang der schwedischen Küste, wo am 11. September der schwere deutsche Kreuzer Admiral Hipper gesichtet wurde. Der Angriff musste abgebrochen werden, weil die deutschen Begleitschiffe das U-Boot früh auffassten und angriffen.
Am 14. September wurde der Öresund durchfahren.
Die Wilk war das erste der zwei polnischen U-Boote des Krieges, dem diese Operation gelang. Das zweite erfolgreiche Boot war die Orzeł. Am 20. September geleitete der britische Zerstörer Sturdy die Wilk in die britische Basis Rosyth in Schottland. Das Boot wurde anschließend in Dundee überholt und mit der taktischen Nummer N 63 britischem Kommando unterstellt.
Am 8. Dezember gab die britische Regierung bekannt, dass sowohl die Wilk als auch die Orzeł nach Großbritannien durchgebrochen waren. Das war ein schwerer Schlag für die deutsche Propaganda, die behauptete alle polnischen U-Boote in der Ostsee versenkt zu haben. In Wahrheit waren alle polnischen U-Boote entkommen. Sowohl die Sęp als auch die beiden Schwesterschiffe der Wilk wurden in Schweden interniert. Die Wilk und die Orzeł wurden berühmt und im Dezember besuchte König Georg VI. die Boote mehrfach.
Zwischen Dezember 1939 und Januar 1940 wurden zwei Patrouillen vor der norwegischen Küste durchgeführt. Im Frühjahr 1940 wurde Kommandant Boguslaw Krawczyk mit dem Krzyż Srebrny Order Virtuti Militari ausgezeichnet.
Am 20. Juni 1940 wurde Wilk bei Position 56° 50′ 0″ N, 3° 37′ 0″ O von einem nicht identifizierten U-Boot gerammt und schwer beschädigt. Das andere U-Boot sank ohne Überlebende. Der Unfall konnte nicht aufgeklärt werden. Wahrscheinlich wurde Wilk von dem niederländischen U-Boot O 13 versehentlich gerammt. Eine weitere, aber unwahrscheinliche Mutmaßung ist, dass Wilk das deutsche U-Boot U 22 rammte. Ein Vergleich mit deutschen Verlustlisten ergibt für diese Theorie keine Bestätigung.
Wegen der schweren Beschädigungen musste Wilk nach Dundee geschleppt werden. Nach Reparaturen führte das Boot bis Januar 1941 noch fünf weitere Patrouillen durch. Am 19. Juli 1941 beging Boguslaw Krawczyk Selbstmord. Sein Nachfolger wurde komandor podporucznik Brunon Jabłoński. Jabłoński war schon sechs Jahre zuvor für ein halbes Jahr Kommandant des Bootes gewesen.
Am 2. April 1942 wurde das Boot in die Reserve beordert.

### Nach dem Krieg
Wilk wurde 1951 in Polen außer Dienst gestellt und anschließend verschrottet.

## Kommandanten
- kapitan marynarki Aleksander Mohuczy (31. Oktober 1932 – Dezember 1934)
- kapitan marynarki Brunon Jabłoński (Dezember 1934 – 21. Juni 1935)
- kapitan marynarki Wladyslaw Salmon (21. Juni 1935 – Juli 1938)
- kapitan marynarki Bogusław Krawczyk (Juli 1938 – 19. April 1940)
- kapitan marynarki Borys Karnicki (19. April 1940 – 1. August 1940)
- komandor podporucznik Bogusław Krawczyk (1. August 1940 – 18. Juli 1941)
- komandor podporucznik Brunon Jabłoński (22. Juli 1941 – 2. April 1942)